# غازيمراد رشيدوف
غازيمراد غازيجاندوفيتش رشيدوف (الروسية: Гаджимурад Газигандович Рашидов ؛ من مواليد 30 أكتوبر 1995) مصارع روسي حرة يتنافس في 65 كجم. بطل العالم لعام 2019 (المتأهل للنهائيات في عامي 2017 و 2018) والبطل الوطني الروسي لثلاث مرات لعام 2020. صاحب الميدالية البرونزية في دورة الألعاب الأولمبية الصيفية 2020 بوزن 65 كجم.
الملقب بقاتل الأمريكيين ، يحمل رقمًا قياسيًا ضد المصارعين الأمريكيين حيث تغلب عليهم 5-0 ، الذين جمعوا خمسة عشر تكريمًا أمريكيًا وتسعة ألقاب الرابطة الوطنية لرياضة الجامعات من القسم الأول الوطني.